# Saint-Pierre-de-Varengeville
Saint-Pierre-de-Varengeville és un municipi francès situat al departament del Sena Marítim i a la regió de Normandia. L'any 2007 tenia 2.251 habitants.

## Demografia

### Població
El 2007 la població de fet de Saint-Pierre-de-Varengeville era de 2.251 persones. Hi havia 869 famílies de les quals 181 eren unipersonals (73 homes vivint sols i 108 dones vivint soles), 298 parelles sense fills, 357 parelles amb fills i 33 famílies monoparentals amb fills.
La població ha evolucionat segons el següent gràfic:
Habitants censats

### Habitatges
El 2007 hi havia 903 habitatges, 879 eren l'habitatge principal de la família, 6 eren segones residències i 18 estaven desocupats. 826 eren cases i 75 eren apartaments. Dels 879 habitatges principals, 682 estaven ocupats pels seus propietaris, 181 estaven llogats i ocupats pels llogaters i 17 estaven cedits a títol gratuït; 23 tenien una cambra, 24 en tenien dues, 102 en tenien tres, 250 en tenien quatre i 480 en tenien cinc o més. 692 habitatges disposaven pel capbaix d'una plaça de pàrquing. A 355 habitatges hi havia un automòbil i a 441 n'hi havia dos o més.

### Piràmide de població
La piràmide de població per edats i sexe el 2009 era:
| Homes | Edats   | Dones |
| ----- | ------- | ----- |
| 0     | 95 o +  | 0     |
| 0     | 90 a 94 | 12    |
| 0     | 85 a 89 | 12    |
| 16    | 80 a 84 | 28    |
| 16    | 75 a 79 | 16    |
| 28    | 70 a 74 | 20    |
| 40    | 65 a 69 | 40    |
| 40    | 60 a 64 | 56    |
| 84    | 55 a 59 | 60    |
| 104   | 50 a 54 | 88    |
| 100   | 45 a 49 | 116   |
| 112   | 40 a 44 | 92    |
| 104   | 35 a 39 | 116   |
| 88    | 30 a 34 | 64    |
| 28    | 25 a 29 | 48    |
| 76    | 20 a 24 | 36    |
| 120   | 15 a 19 | 92    |
| 120   | 10 a 14 | 64    |
| 60    | 5 a 9   | 64    |
| 72    | 0 a 4   | 48    |

## Economia
El 2007 la població en edat de treballar era de 1.545 persones, 1.112 eren actives i 433 eren inactives. De les 1.112 persones actives 1.024 estaven ocupades (547 homes i 477 dones) i 88 estaven aturades (35 homes i 53 dones). De les 433 persones inactives 176 estaven jubilades, 164 estaven estudiant i 93 estaven classificades com a «altres inactius».

### Ingressos
El 2009 a Saint-Pierre-de-Varengeville hi havia 898 unitats fiscals que integraven 2.283,5 persones, la mediana anual d'ingressos fiscals per persona era de 20.343 €.

### Activitats econòmiques
Dels 68 establiments que hi havia el 2007, 1 era d'una empresa extractiva, 1 d'una empresa alimentària, 2 d'empreses de fabricació de material elèctric, 4 d'empreses de fabricació d'altres productes industrials, 14 d'empreses de construcció, 16 d'empreses de comerç i reparació d'automòbils, 4 d'empreses de transport, 4 d'empreses d'hostatgeria i restauració, 5 d'empreses financeres, 2 d'empreses immobiliàries, 7 d'empreses de serveis, 4 d'entitats de l'administració pública i 4 d'empreses classificades com a «altres activitats de serveis».
Dels 21 establiments de servei als particulars que hi havia el 2009, 1 era una oficina de correu, 2 tallers de reparació d'automòbils i de material agrícola, 1 autoescola, 2 paletes, 1 guixaire pintor, 6 lampisteries, 2 electricistes, 3 perruqueries, 1 agència de treball temporal i 2 restaurants.
Dels 4 establiments comercials que hi havia el 2009, 1 era una botiga de més de 120 m², 1 una botiga de menys de 120 m², 1 una fleca i 1 una botiga de mobles.
L'any 2000 a Saint-Pierre-de-Varengeville hi havia 16 explotacions agrícoles que ocupaven un total de 540 hectàrees.

## Equipaments sanitaris i escolars
L'únic equipament sanitari que hi havia el 2009 era una farmàcia.
El 2009 hi havia 1 escola maternal i 1 escola elemental.

## Poblacions més properes
El següent diagrama mostra les poblacions més properes.